# Bernard Occelli
Bernard Occelli, né le 20 mai 1961 à Cannes, est un copilote de rallye français. Il a accompagné notamment Didier Auriol, Yves Loubet, et Patrick Bernardini.

## Biographie
Il a été champion du monde des rallye en 1994 sur une Toyota Celica, et triple champion de France des rallyes, en 1986, 1987 et 1988, le tout avec Auriol.

## Palmarès

### Titres
| Saison | Titre                          | Voiture                         |
| ------ | ------------------------------ | ------------------------------- |
| 1986   | Champion de France des rallyes | MG Metro 6R4                    |
| 1987   | Champion de France des rallyes | Ford Sierra RS Cosworth         |
| 1988   | Champion de France des rallyes | Ford Sierra RS Cosworth         |
| 1994   | Champion du monde des rallyes  | Toyota Celica Turbo 4WD (ST185) |

### Victoires en rallye

#### Victoires en championnat de France de rallye
| #  | Saison | Rallye                 | Voiture                         |
| -- | ------ | ---------------------- | ------------------------------- |
| 1  | 1986   | Rallye du Rouergue     | -                               |
| 2  | 1986   | Rallye du Mont-Blanc   | -                               |
| 3  | 1986   | Rallye d'Antibes       | -                               |
| 4  | 1986   | Rallye Alsace-Vosges   | -                               |
| 5  | 1986   | Critérium des Cévennes | -                               |
| 6  | 1987   | Rallye Alpin-Behra     | -                               |
| 7  | 1987   | Rallye du Rouergue     | -                               |
| 8  | 1987   | Rallye Alsace-Vosges   | -                               |
| 9  | 1987   | Rallye du Mont-Blanc   | -                               |
| 10 | 1987   | Critérium des Cévennes | -                               |
| 11 | 1987   | Rallye du Var          | -                               |
| 12 | 1988   | 32e Tour de Corse      | Ford Sierra RS Cosworth         |
| 13 | 1988   | Rallye du Rouergue     | -                               |
| 14 | 1988   | Rallye du Mont-Blanc   | -                               |
| 15 | 1988   | Tour auto de Nice      | -                               |
| 16 | 1988   | Rallye du Var          | -                               |
| 17 | 1989   | 33e Tour de Corse      | Lancia Delta Integrale          |
| 18 | 1990   | 34e Tour de Corse      | Lancia Delta HF Integrale 16v   |
| 19 | 1992   | 36e Tour de Corse      | Lancia Delta HF Integrale       |
| 20 | 1994   | 38e Tour de Corse      | Toyota Celica Turbo 4WD (ST185) |

#### Victoires en championnat du monde des rallyes (WRC)
| #  | Saison | Rallye                   | Pays      | Voiture                         |
| -- | ------ | ------------------------ | --------- | ------------------------------- |
| 1  | 1988   | 32e Tour de Corse        | France    | Ford Sierra RS Cosworth         |
| 2  | 1989   | 33e Tour de Corse        | France    | Lancia Delta Integrale          |
| 3  | 1990   | 58e Rallye Monte-Carlo   | Monaco    | Lancia Delta HF Integrale 16v   |
| 4  | 1990   | 34e Tour de Corse        | France    | Lancia Delta HF Integrale 16v   |
| 5  | 1990   | 32e Rallye Sanremo       | Italie    | Lancia Delta HF Integrale 16v   |
| 6  | 1991   | 33e Rallye Sanremo       | Italie    | Lancia Delta HF Integrale 16v   |
| 7  | 1992   | 60e Rallye Monte-Carlo   | Monaco    | Lancia Delta HF Integrale       |
| 8  | 1992   | 36e Tour de Corse        | France    | Lancia Delta HF Integrale       |
| 9  | 1992   | 39e Rallye de l'Acropole | Grèce     | Lancia Delta HF Integrale       |
| 10 | 1992   | 12e Rallye d'Argentine   | Argentine | Lancia Delta HF Integrale       |
| 11 | 1992   | 42e Rallye des 1000 lacs | Finlande  | Lancia Delta HF Integrale       |
| 12 | 1992   | 5e Rallye d'Australie    | Australie | Lancia Delta HF Integrale       |
| 13 | 1993   | 61e Rallye Monte-Carlo   | Monaco    | Toyota Celica Turbo 4WD (ST185) |
| 14 | 1994   | 38e Tour de Corse        | France    | Toyota Celica Turbo 4WD (ST185) |
| 15 | 1994   | 14e Rallye d'Argentine   | Argentine | Toyota Celica Turbo 4WD (ST185) |
| 16 | 1994   | 36e Rallye Sanremo       | Italie    | Toyota Celica Turbo 4WD (ST185) |

#### Victoire en championnat du monde FIA 2-Litre des constructeurs
| # | Saison | Rallye                                       | Voiture                 |
| - | ------ | -------------------------------------------- | ----------------------- |
| 1 | 1996   | Rallye Monte-Carlo (avec Patrick Bernardini) | Ford Escort RS Cosworth |

#### Autres victoires et podiums notables
- Rallye du Forez: 1983, avec Dominique de Meyer sur Renault 5 Turbo Tour de Corse (Nationale);
- Rallye des Monts Dôme: 1983, avec D. de Meyer sur Renault 5 Turbo Tour de Corse (Nationale);
  - 2e du dernier Tour de France automobile organisé (en 1986), avec Didier Auriol sur Mercedes 190/2.3-16.